# روبرت كراوتش
روبرت كراوتش (بالإنجليزية: Robert Crouch)‏ هو فلاح وسياسي بريطاني (وحمل سابقاً جنسية المملكة المتحدة لبريطانيا العظمى وأيرلندا)، ولد في 7 فبراير 1904، وتوفي في 7 مايو 1957. حزبياً، نشط في حزب المحافظين. في الانتخابات العامة في المملكة المتحدة 1950 ‏، انتخب عضو برلمان المملكة المتحدة الـ39 عن دائرة دورسيت الشمالية (23 فبراير 1950 – 5 أكتوبر 1951) وفي الانتخابات العامة في المملكة المتحدة 1951 ‏، انتخب عضو برلمان المملكة المتحدة الـ40 عن دائرة دورسيت الشمالية (25 أكتوبر 1951 – 6 مايو 1955) وفي الانتخابات العامة في المملكة المتحدة 1955 ‏، انتخب عضو البرلمان الحادي والأربعين للمملكة المتحدة ‏ عن دائرة دورسيت الشمالية (26 مايو 1955 – 7 مايو 1957).